# Europski plan oporavka od koronakrize
Europski plan oporavka od koronakrize sveobuhvatni je plan Europske unije za gospodarski oporavak iz 2020. godine. Predložila ga je Europska komisija. Ustanovljen je radi lakšeg otklanjanja štete koju je pandemija koronavirusa prouzročila gospodarstvu (tzv. koronakriza) i društvu, radi poticanja europskog oporavka te za čuvati i otvarati radna mjesta. Zasniva se na iskorištavanju svih mogućnosti proračuna EU-a.

## Cilj
Cilja se mobilizirati ulaganja. Za ih mobilizirati, Europska komisija predlaže dvostruko djelovanje, preko pojačanog dugoročnog proračuna EU (Višegodišnjega financijskog okvira) za razdoblje 2021. – 2027. (1 100 milijardâ eura) i preko instrumenta EU sljedeće generacije() (Next Generation EU), novog instrumenta za oporavak vrijedna 750 milijardâ eura, koji će novim sredstvima prikupljenima na financijskim tržištima povećati financijsku moć proračuna EU-a u razdoblju 2021. – 2024. godine. Instrument EU sljedeće generacije uvest će stupove potpore za oporavak država članica, poticaja pokretanju gospodarstva i privatnim ulaganjima te izvlačenje pouka iz krize. Kroz mehanizme u tim stupovima sredstva će se usmjeriti gdje su najkorisnija te će nadopunjavati i pojačavati najvažnije aktualne mjere u državama članicama.
Cilj plana je uz ublažavanje štete prouzročene pandemijom, i ulaganje u zeleni, digitalni, socijalni i otporniji EU, tj. za postizanje ciljeva EU-a u pogledu klimatske neutralnosti i digitalne transformacije, za pružanje socijalne potpore i potpore pri zapošljavanju te za jačanje uloge EU-a kao globalnog igrača.

## Financiranje
Da bi se financirala potrebna ulaganja, u ime EU-a Europska komisija (EK) će na financijskim tržištima izdavati obveznice. Dospijeće će im biti od 3 do 30 godina. Za omogućiti zaduživanje, EK će izmijeniti Odluku o vlastitim sredstvima i povećati fiskalni prostor – razliku između gornje granice vlastitih sredstava u dugoročnom proračunu (najviši iznos sredstava koje Unija može zatražiti od država članica za financiranje svojih izdataka) i stvarne potrošnje. Prikupljeni novac dodjeljuje se u nove proračunske instrumente EU-a ili u izmijenjene programe EU-a u obliku bespovratnih sredstava ili proračunskih jamstava.
Dana 27. svibnja 2020. Europska komisija je 27. svibnja predstavila Europskom parlamentu poticajni paket vrijedan 750 milijardâ eura, koji bi s revidiranim prijedlogom proračuna EU-a za 2021. – 2027. trebao pomoći kod ublažavanja šoka izazvanog koronavirusom i utabati put za održivu budućnost. Komisija je predložila posuđivanje novca na financijskim tržištima jer zbog visoka kreditna rejtinga, troškovi zaduživanja bit će niski. U obliku bespovratnih sredstava dodijelilo bi se ukupno 500 milijardi eura.

## Vanjske poveznice
- Prijedlog UREDBE EUROPSKOG PARLAMENTA I VIJEĆA o uspostavi programa djelovanja Unije u području zdravlja za razdoblje 2021.–2027. i o stavljanju izvan snage Uredbe (EU) br. 282/2014 (program „EU za zdravlje”) Europska komisija. 28. svibnja 2020.